# Ehrhardt BAK 1906
El Ballon-Abwehr-Kanonwagen (BAK) 1906 fue diseñado por la compañía alemana Ehrhardt para su uso contra globos de observación enemigos en la I Guerra mundial . 
Consistía en un chasis de camión comercial sobre el que iba montado un cañón de 50 mm que disparaba proyectiles con granadas de metralla. El cañón estaba instalado sobre una torreta giratoria con un giro de 60° y podía alcanzar objetivos de globos estáticos a cientos de metros de altura. Con la llegada de aviones de reconocimiento el BAK 1906 incrementó su capacidad de fuego con un cañón de 75 mm, dando paso así al primer vehículo antiaéreo autopropulsado, el BAK 1909. El compartimento de la tripulación era abierto y, por tanto, vulnerable al fuego de infantería.

## Especificaciones
- País de origen: Imperio alemán
- Tripulación: 5
- Peso: 3.200 kg

Dimensiones
- longitud: 5,27 m
- anchura: 1,93 m
- altura: 3,07m
- Autonomía: no disponible
- Blindaje: no disponible
- Armamento: un cañón de 50 mm
- Motor: Ehrhardt de 4 cilindros de gasolina, desarrolla 60 cv
- Características: velocidad máxima en carretera:45 km/h

- Datos: Q5715570